# Manuel Altolaguirre
Manuel Altolaguirre, né le 29 juin 1905 à Malaga et mort le 26 juillet 1959 à Burgos, est un éditeur, journaliste, poète et scénariste républicain espagnol appartenant à la génération de 27.

## Biographie
Né à Limonar Alto, dans les beaux quartiers de Malaga, le 29 juin 1905, au sein d'une famille riche et cultivée, il est le fils du juge et journaliste Manuel Altolaguirre Álvarez et de Concepción Bolín Gómez, originaire de Cadix. Il est élève au collège jésuite San Estanislao de Kostka de Malaga, puis étudie le droit à l'Université de Grenade.
Il débute en tant qu'avocat, mais il se tourne plutôt vers les métiers d'imprimeur et d'éditeur. En 1923, il rejoint l'équipe de la revue Ambos, avec José María Hinojosa et José María Souvirón. En 1926, il crée, avec Emilio Prados, la célèbre revue Litoral, connue comme celle de la « Génération de 27 ». En référence à son dynamisme éditorial, Pedro Salinas le qualifie alors de « Don Juan de l'impression ».
En 1931, il crée la revue Poesía. Cinq numéros sont publiés, dont les deux derniers à Paris en 1931, où il réside quelque temps, avant un séjour à Londres où il traduit, entre autres, Mary Shelley. 

## Mariage avec Concha Méndez
En 1932, il épouse à Madrid, à l'église de Chamberí, la poète Concha Méndez, figure de Las Sinsombrero, rencontrée un an auparavant grâce à Federico García Lorca au Café de la Granja del Henar. Leurs témoins de mariage sont Juan Ramón Jiménez, Luis Cernuda, Federico García Lorca, José Moreno Villa, Vicente Aleixandre, Jorge Guillén, Francisco Iglesias et Carlos Morla Lynch.
L'imprimerie du couple, dans laquelle travaille notamment le futur acteur Serafín Ferro, est le rendez-vous de tous les intellectuels de l'époque et un lieu d'échanges pour les artistes de la nouvelle poésie espagnole. 
Le couple a une fille, Paloma, née en 1935. 

## Guerre d'Espagne et exil
Durant la guerre d'Espagne, Manuel Altolaguirre est membre de l'Alianza de Intelectuales Antifascistas et devient le directeur de La Barraca après l'assassinat de Federico García Lorca. 
Il lutte pour la République. Lors de la Retirada, en 1939, il s'exile à Paris avec Concha Méndez, hébergés par Paul Éluard et aidés par Pablo Picasso et Max Ernst à rejoindre Cuba.
Il vit dans l'île de 1939 à 1943 et connaît une intense activité éditoriale, en collaborant aux revues Atentamente, La Verónica, La Pesada, Nuestra España, Espuela de Plata.
En 1943, la famille s'installe au Mexique. En 1944, il se marie avec María Luisa Gómez Mena tout en maintenant une bonne relation avec Concha Méndez. C'est au Mexique qu'il développe son activité dans le cinéma. Il travaille d'abord avec la Panamerican Films et son ami Benito Alazraki. 
En 1950, il est le scénariste de La Montée au ciel, de Luis Buñuel, présenté au Festival de Cannes et prix de la critique à Paris.  

## Œuvre
C'est peut-être le poète le plus spirituel et intimiste de la Génération de 27. Dans ses compositions se ressent l'influence de Jean de la Croix, Garcilaso de La Vega, Juan Ramón Jiménez et Pedro Salinas.
Bien que sa production ait été brève et inégale, il a su créer un monde intimiste et riche en nuances. Parmi ses livres, on peut citer Las islas invitadas (1926), Poemas del agua (1927), Soledades juntas (1931), La lenta libertad (1936), Nube temporal (1939), Fin de un amor (1949) et Poemas en América (1955).
En plus de sa poésie, Altolaguirre a écrit un livre de mémoires : El caballo griego, de nombreux articles de critique littéraire, quelques traductions et des ouvrages de théâtre.